# Jesús Alberto Angulo
Jesús Alberto Angulo Uriarte (Culiacán, 30 de janeiro de 1998) é um futebolista mexicano que atua como lateral esquerdo. Atualmente joga pelo Tigres UANL.

## Carreira
Ele teve sua primeira aparição com o Santos Laguna em 16 de setembro de 2018 em uma partida da liga contra o Cruz Azul, substituindo Ventura Alvarado aos 61 minutos, partida em que o Santos perdeu por 2–1. Ele foi convocado pelo técnico interino da seleção mexicana, Ricardo Ferretti, para os amistosos de setembro de 2018 contra o Uruguai e os Estados Unidos.

## Títulos
Santos Laguna
- Liga MX: Clausura 2018

América
- Liga MX: Apertura 2021

Tigres UANL
- Campeones Cup: 2023

México
- Jogos Olímpicos: 2020 (medalha de bronze)